# Piabina argentea
Piabina argentea é um peixe da família dos caracídeos, do gênero Piabina.
É endêmico na bacia do rio São Francisco.